# عقرب آبی هاف میلر
عقرب آبی هاف میلر (نام علمی: Hughmilleria) نام یک سرده از خانواده پهن‌بالان است.